# Litopenaeus
Litopenaeus es un género de crustáceos de la familia Penaeidae, conformado por especies anteriormente incluidas en el género Penaeus. Cinco especies han sido incluidas en el nuevo género:
- Litopenaeus occidentalis (Streets, 1871)
- Litopenaeus schmitti (Burkenroad, 1936)
- Litopenaeus setiferus (Linnaeus, 1767)
- Litopenaeus stylirostris (Stimpson, 1871) (Penaeus stylirostris)
- Litopenaeus vannamei (Boone, 1931)